# استفان لندس‌داون
استفان لندس‌داون (انگلیسی: Stephen Lansdown) (زاده ۱۹۵۲) کارآفرین، حسابدار و مدیر ارشد اجرایی بریتانیایی است، که در سال ۱۹۸۱ با مشارکت پیتر هارگریوز شرکت هارگریوز لندس‌داون تأسیس نمود.